# Пирамидално сортиране
Пирамидално сортиране (на английски: Heapsort) е детермистичен алгоритъм за сортиране, който създава сортиран масив (или списък), и вид алгоритъм за сортиране чрез пряка селекция. Въпреки че е по-бавен, със сложност O (n log n), отколкото едно добро приложение на quicksort алгоритъм, той има предимството за по-благоприятен най-лош случай, защото не използва много масиви или рекурсия. Измислен е от J. W. J. Williams през 1964 г.

## Принцип на действие
Пирамидалното сортиране може да бъде разделено на две стъпки.
Първа стъпка: създава се „купчина“ от елементи на множеството.
Втора стъпка: създава се сортиран масив, чрез взимане и премахване на най-големия елемент от пирамидална структура от данни (heap) и поставянето му в друг масив. „Купчината“ се реконструира при всяко премахване и след като всички обекти са премахнати от heap паметта, се създава пълният сортиран масив. Посоката на сортираните елементи може да бъде променена, като се избере min-heap или max-heap в първата стъпка. За да се изпълни този алгоритъм, се изискват два масива – един за елементите в купчината и втори за сортирания масив.
Пирамидалното сортиране може да бъде извършено и с един масив – когато някой елемент се премахва от „купчината“, той освобождава място, и елементът може да бъде добавен в края на същия масив.

## Варианти
- Най-важният вариант на алгоритъма за пирамидално сортиране е подобрението на R. W. Floyd, който предоставя около 25% по-висока скорост на изпълнение чрез използването на само едно сравнение при добавяне на елемент към „купчината“ и при последвалото премахване на екстремния елемент от heap-а. Този подход има по-елегантно формулиране.
- Троичен heapsort[2] използва троичен heap, в която всеки елемент има три деца. Той е по-сложен за програмиране, защото всяка стъпка на подреждане на елементите изисква три сравнения и едно разместване, където в двоичния heap се изискват две сравнения и едно разместване. Троичният heapsort извършва две стъпки за по-малко време, отколкото двоичният heap извършва три стъпки, затова за един и същи период от време, троичният heapsort извършва повече сравнения и размествания. Трочният heapsort е с около 12% по-бърз от стандартното двоично пирамидално сортиране.
- Гладкото сортиране (Smoothsort) [3][4] е разновидност на пирамидалното сортиране. Алгоритъмът е разработен от Edsger Dijkstra през 1981. Както при heapsort, горната граница на smoothsort-а е O(n log n). Предимствата му са, че е по-близо до скорост O(n), ако данните са сортирани до някаква степен, където скоростта на heapsort е около O(n log n) независимо от степента на сортиране. Поради сложността на алгоритъма, smoothsort се използва рядко.
- Levcopoulos и Petersson[5] описват разновидност на пирамидалното сортиране, основана на a декартово дърво, което не добавя елемент към „купчината“ докато по-малките стойности от двете му страни не са били вече включени в сортирания втори масив. Както те показват, тази модификация може да позволи на алгоритъма да сортира по-бързо от O(n log n) за входни данни, които са близки до сортирани.

## Сравнение с други алгоритми за сортиране
Heapsort е конкуриран главно от quicksort, друг високо ефективен сортиращ алгоритъм с общо приложение.
Quicksort е по-бърз от heapsort, но най-лошият случай на quicksort е O(n2), което е неприложимо при големи множества от данни. Също така може да бъде прочетена информация за имплементацията на алгоритъма, което само по себе си създава риск за сигурността. Ето защо вградени системи с ограничения в реално време или системи, за които е ключова сигурността, често използват пирамидалното сортиране.
Алтернатива на heapsort е сортирането чрез сливане, който има същите граници на скоростта на изпълнение. Сортирането чрез сливане изисква Ω(n) спомагателно място, heapsort изисква само брой константи. Heapsort стартира по-бързо при компютърни системи с малък или бавен кеш за информация. От друга страна, сортирането чрез сливане има няколко предимства пред парамидалното сортиране:
- Сортиране чрез сливане върху масиви има значително по-добра производителност при кеша на данните, често с по-добра производителност от heapsort при нови компютри, защото merge сортирането често манипулира съседни локации в паметта, докато референциите на heapsort са разпръснати навсякъде в heap-а.
- Heapsort не е стабилно сортиране.
- Сортиране чрез сливане е добър паралелен алгоритъм е се доближава до линейно ускорение с лесна имплементация.
- Сортиране чрез сливане може да бъде адаптирано за приложение при свързани листове с O(1) допълнително място.[6]
- Сортиране чрез сливане може да бъде използвано във [външно сортиране], докато heapsort не може, заради локацията на референциите.

Introsort е интересна алтернатива на heapsort, която комбинира quicksort и heapsort, взимайки предимствата и на двата алгоритъма: скоростта в най-лош случай и средната скорост на quicksort.

## Псевдокод
Следва псевдокод за приложение на алгоритъма]. Индексирането на масивите започва от нула и размяна се използва за замяната на два елемента от масива. Движение „надолу“ означава от основата към листата или от по-малки индекси към по-големи. По време на сортирането, най-големият елемент е в основата на heap-а, с индекс a[0], докато в края на сортирането, най-големият елемент е с последна позиция в масива.
```
 
function
 heapSort(a, count) 
is

     
input: 
 несортиран масив 
a
 of length 
count
```

```
     
(задава се посока на масива)

     heapify(a, count)
```

```
     end := count-1
     
while
 end > 0 
do

         
(разместване на основата на heap-а с последния елемент от масива)

         swap(a[end], a[0])
         
(намаляване на големината на „купчината“ с едно, така че предишната максимална стойност ще остане на мястото си

         end := end – 1
         
(задава се посока на масива в max-heap)

         siftDown(a, 0, end)
```

```
 
function
 heapify(a, count) 
is

     
(start – добавя се индекса на последни елемент)

     start := (count – 2) / 2
```

```
     
while
 start ≥ 0 
do

         siftDown(a, start, count-1)
         start := start – 1
```

```
 
function
 siftDown(a, start, end) 
is

     
input: 
 
end показва горната граница на heap-а, до която да се обхожда множеството.

     root := start
```

```
     
while
 root * 2 + 1 ≤ end 
do
 
(Докато дървото има поне едно дете)

         child := root * 2 + 1 
(root*2 + 1 точки до лявото дете)

         swap := root 
(запазва пътя до детето за размяна.)

         
(проверка дали обекта в основата е по-малък от лявото дете)

         
if
 a[swap] < a[child]
             swap := child
         
(проверява дали дясното дете съществува и дали е по-голямо от това, с което извършваме размяна)

         
if
 child+1 ≤ end 
and
 a[swap] < a[child+1]
             swap := child + 1
         
(проверка дали е необходима размяна)

         
if
 swap != root
             swap(a[root], a[swap])
             root := swap 
(повторение, докато се премести детето надолу)

         
else

             
return
```

## Пример
Нека { 6, 5, 3, 1, 8, 7, 2, 4 } е лист с числа, които искаме да сортираме от най-малкото към най-голямото.
1. Построяване на heap-а
| Heap                   | newly added element | swap elements |
| ---------------------- | ------------------- | ------------- |
| nil                    | 6                   |               |
| 6                      | 5                   |               |
| 6, 5                   | 3                   |               |
| 6, 5, 3                | 1                   |               |
| 6, 5, 3, 1             | 8                   |               |
| 6, 5, 3, 1, 8          |                     | 5, 8          |
| 6, 8, 3, 1, 5          |                     | 6, 8          |
| 8, 6, 3, 1, 5          | 7                   |               |
| 8, 6, 3, 1, 5, 7       |                     | 3, 7          |
| 8, 6, 7, 1, 5, 3       | 2                   |               |
| 8, 6, 7, 1, 5, 3, 2    | 4                   |               |
| 8, 6, 7, 1, 5, 3, 2, 4 |                     | 1, 4          |
| 8, 6, 7, 4, 5, 3, 2, 1 |                     |               |

2. Сортиране.
| Heap                   | swap elements | delete element | sorted array           | details                                         |
| ---------------------- | ------------- | -------------- | ---------------------- | ----------------------------------------------- |
| 8, 6, 7, 4, 5, 3, 2, 1 | 8, 1          |                |                        | разместване на 8 и 1, за да изтрием 8 от heap-а |
| 1, 6, 7, 4, 5, 3, 2, 8 |               | 8              |                        | изтриване на 8 и добавяне към сортирания масив  |
| 1, 6, 7, 4, 5, 3, 2    | 1, 7          |                | 8                      | разместване на 1 и 7                            |
| 7, 6, 1, 4, 5, 3, 2    | 1, 3          |                | 8                      | разместване на 1 и 3                            |
| 7, 6, 3, 4, 5, 1, 2    | 7, 2          |                | 8                      | разместване на 7 и 2, за да изтрием 7 от heap-а |
| 2, 6, 3, 4, 5, 1, 7    |               | 7              | 8                      | изтриване на 7 и добавяне към сортирания масив  |
| 2, 6, 3, 4, 5, 1       | 2, 6          |                | 7, 8                   | разместване на 2 и 6                            |
| 6, 2, 3, 4, 5, 1       | 2, 5          |                | 7, 8                   | разместване на 2 и 5                            |
| 6, 5, 3, 4, 2, 1       | 6, 1          |                | 7, 8                   | разместване на 6 и 1, за да изтрием 6 от heap-а |
| 1, 5, 3, 4, 2, 6       |               | 6              | 7, 8                   | изтриване на 6 и добавяне към сортирания масив  |
| 1, 5, 3, 4, 2          | 1, 5          |                | 6, 7, 8                | разместване на 1 и 5                            |
| 5, 1, 3, 4, 2          | 1, 4          |                | 6, 7, 8                | разместване на 1 и 4                            |
| 5, 4, 3, 1, 2          | 5, 2          |                | 6, 7, 8                | разместване на 5 и 2, за да изтрием 5 от heap-а |
| 2, 4, 3, 1, 5          |               | 5              | 6, 7, 8                | изтриване на 5 и добавяне към сортирания масив  |
| 2, 4, 3, 1             | 2, 4          |                | 5, 6, 7, 8             | разместване на 2 и 4                            |
| 4, 2, 3, 1             | 4, 1          |                | 5, 6, 7, 8             | разместване на 4 и 1, за да изтрием 4 от heap-а |
| 1, 2, 3, 4             |               | 4              | 5, 6, 7, 8             | изтриване на 4 и добавяне към сортирания масив  |
| 1, 2, 3                | 1, 3          |                | 4, 5, 6, 7, 8          | разместване на 1 и 3                            |
| 3, 2, 1                | 3, 1          |                | 4, 5, 6, 7, 8          | разместване на 3 и 1, за да изтрием 3 от heap-а |
| 1, 2, 3                |               | 3              | 4, 5, 6, 7, 8          | изтриване на 3 и добавяне към сортирания масив  |
| 1, 2                   | 1, 2          |                | 3, 4, 5, 6, 7, 8       | разместване на 1 и 2                            |
| 2, 1                   | 2, 1          |                | 3, 4, 5, 6, 7, 8       | разместване на 2 и 1, за да изтрием 3 от heap-а |
| 1, 2                   |               | 2              | 3, 4, 5, 6, 7, 8       | изтриване на 2 и добавяне към сортирания масив  |
| 1                      |               | 1              | 2, 3, 4, 5, 6, 7, 8    | изтриване на 1 и добавяне към сортирания масив  |
|                        |               |                | 1, 2, 3, 4, 5, 6, 7, 8 | завършено                                       |